# Juntas Generales
Las Juntas Generales (en euskera: Batzar Nagusiak) es el nombre que reciben en el País Vasco las cámaras legislativas de los territorios históricos de Vizcaya, Guipúzcoa y Álava. Ejercen la potestad legislativa y eligen el presidente de la Diputación Foral de cada territorio histórico; aprueban sus presupuestos e impulsan y controlan la acción de sus respectivos gobiernos forales.
Los parlamentos forales son:
- Las Juntas Generales de Vizcaya: se compone de cincuenta y un parlamentarios (denominados «junteros» o «apoderados»). El líder de la cámara es el presidente de las Juntas Generales de Vizcaya. Las Juntas eligen al presidente del Gobierno foral (denominado "Diputado General de Vizcaya") y él o ella elige a sus "ministros" (denominados "Diputados Forales"), y estos a su vez eligen a los directores generales y otros cargos de cada departamento. El Gobierno foral (denominado "Diputación Foral de Vizcaya") responde de su acción ante las Juntas Generales de Vizcaya.
- Las Juntas Generales de Guipúzcoa: se compone de cincuenta y un parlamentarios (denominados «junteros»). El líder de la cámara es el presidente de las Juntas Generales de Guipúzcoa. Las Juntas eligen al presidente del Gobierno foral (denominado "Diputado General de Guipúzcoa") y él o ella elige a sus "ministros" (denominados "Diputados Forales"), y estos a su vez eligen a los directores generales y otros cargos de cada departamento. El Gobierno foral (denominado "Diputación Foral de Guipúzcoa") responde de su acción ante las Juntas Generales de Guipúzcoa.
- Las Juntas Generales de Álava: se compone de cincuenta y un parlamentarios (denominados «junteros» o «procuradores»). El líder de la cámara es el presidente de las Juntas Generales de Álava. Las Juntas eligen al presidente del Gobierno foral (denominado "Diputado General de Álava") y él o ella elige a sus "ministros" (denominados "Diputados Forales"), y estos a su vez eligen a los directores generales y otros cargos de cada departamento. El Gobierno foral (denominado "Diputación Foral de Álava") responde de su acción ante las Juntas Generales de Álava.

Estos cuerpos legislativos se remontan al siglo XIV. Eran parte de una forma temprana de instituciones democráticas. A nivel local, los cabezas de familia (hombres o mujeres) se reunían los domingos después de misa en la puerta de la iglesia en una reunión llamada elizate (o anteiglesia en español) para debatir y decidir sobre asuntos locales. Cada elizate, a su vez, elegía a alguien para representar a la comunidad local en la asamblea (Juntas), que existía desde el nivel de distrito hasta la asamblea general (Juntas Generales).

## Elecciones
Las elecciones a las Juntas Generales se celebran el cuarto domingo de mayo cada cuatro años, coincidiendo con las elecciones municipales. Los miembros de las Juntas Generales se eligen mediante escrutinio proporcional plurinominal con listas cerradas en cada circunscripción electoral. La asignación de escaños a las listas electorales en cada circunscripción se realiza mediante el sistema D'Hondt. La barrera electoral es del 3% de los votos válidos emitidos en la circunscripción.

## Partidos en las Juntas Generales
| Partidos   | Escaños totales | Procuradores en las JJGG de Álava | Junteros en las JJGG de Guipúzcoa | Apoderados en las JJGG de Vizcaya |
| ---------- | --------------- | --------------------------------- | --------------------------------- | --------------------------------- |
| EAJ-PNV    | 55/153          | 15/51                             | 17/51                             | 23/51                             |
| EH Bildu   | 51/153          | 14/51                             | 22/51                             | 15/51                             |
| PSE-EE     | 24/153          | 9/51                              | 7/51                              | 8/51                              |
| PP         | 15/153          | 9/51                              | 3/51                              | 3/51                              |
| Elkarrekin | 7/153           | 3/51                              | 2/51                              | 2/51                              |
| Vox        | 1/153           | 1/51                              | 0/51                              | 0/51                              |